# Política da Bulgária

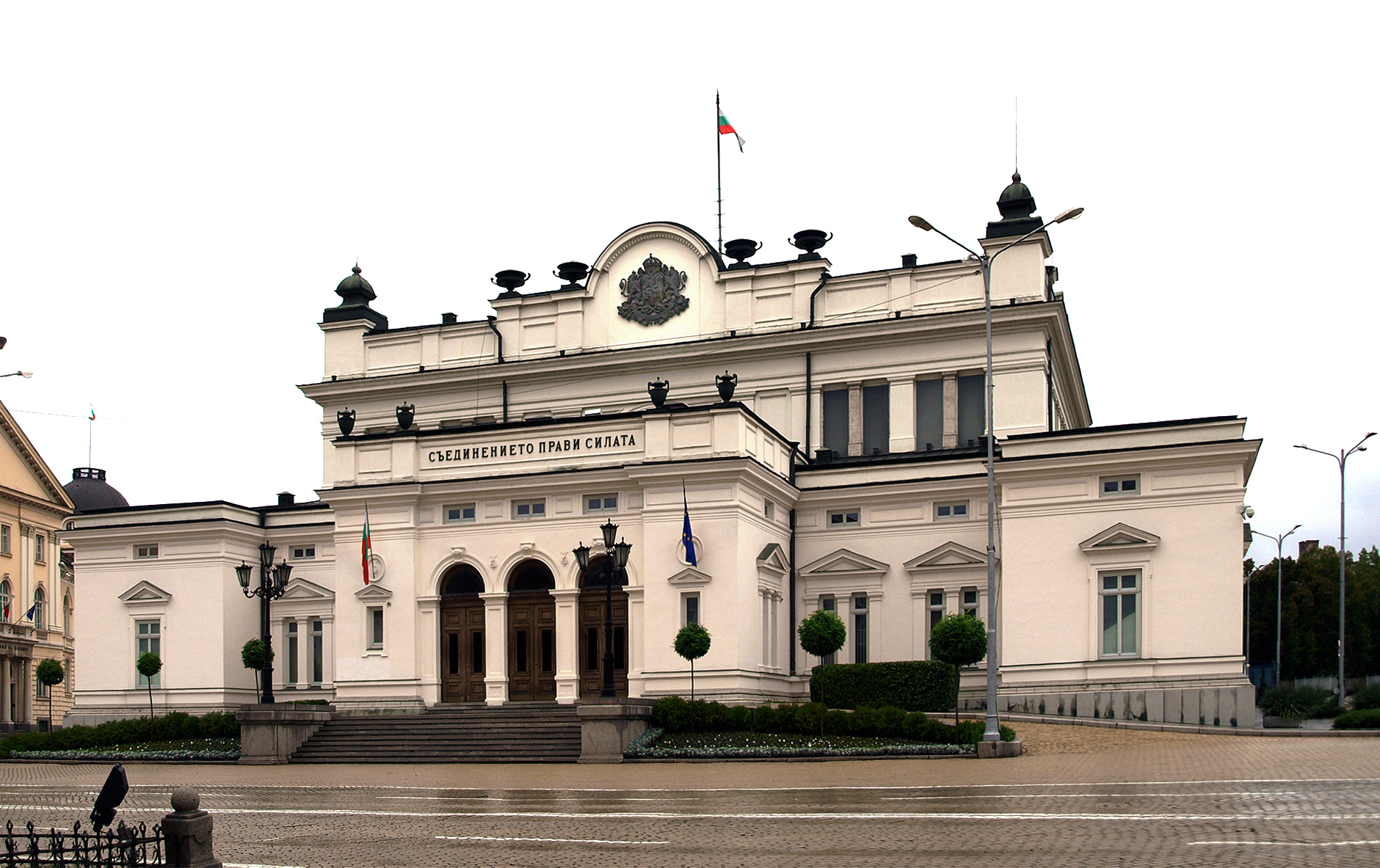
Assembleia Nacional da Bulgária.

Após o término da Segunda Guerra Mundial, a Bulgária ficou sob a influência da União Soviética tornando uma república popular em 1956. O governo comunista terminou em 1990, quando o país teve eleições com a participação de diversos partidos.
A Bulgária é membro da OTAN desde 2004 e aderiu à União Europeia em 2007.

## Poder executivo
O presidente da Bulgária é eleito para o mandato de cinco anos com direito a uma reeleição, o qual desempenha apenas a função de chefe de estado. A chefia de governo fica a cargo do primeiro-ministro.

## Poder legislativo
A Assembleia Nacional da Bulgária é o parlamento unicameral do país, composto por 240 deputados eleitos para um mandato de quatro anos. É dever do parlamento a escolha do primeiro-ministro, o chefe de governo do país.